# T6 (水雷艇)
T6はドイツ海軍の水雷艇。1935型。
1937年1月3日起工。1937年12月16日進水。1940年4月30日就役。
8月31日から9月2日、北海での機雷敷設部隊の護衛に従事。9月5日から6日、ドーバー海峡で同様の任務に従事する。9月8日から9日と15日から16日にはドーバー海峡で機雷敷設を行う。
11月6日T1、T4、T7、T8、T9、T10と共にイギリス東岸への機雷敷設を行うため出撃したが、7日T6は触雷し沈没した。